# Aphaenogaster subterraneoides

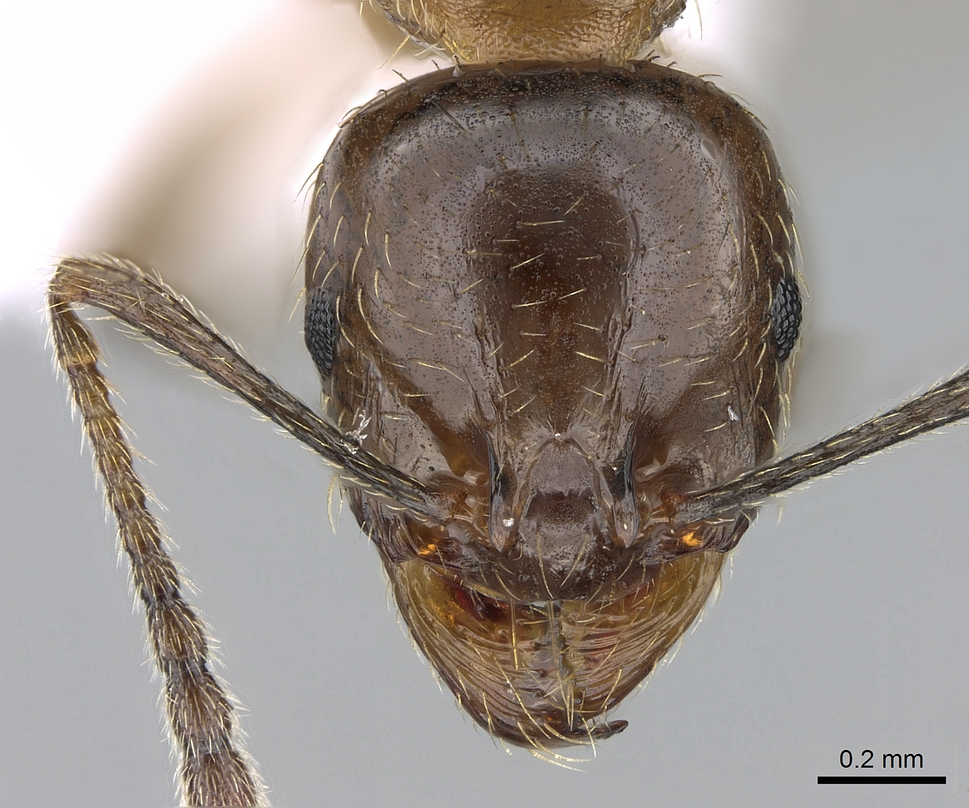
Голова рабочего

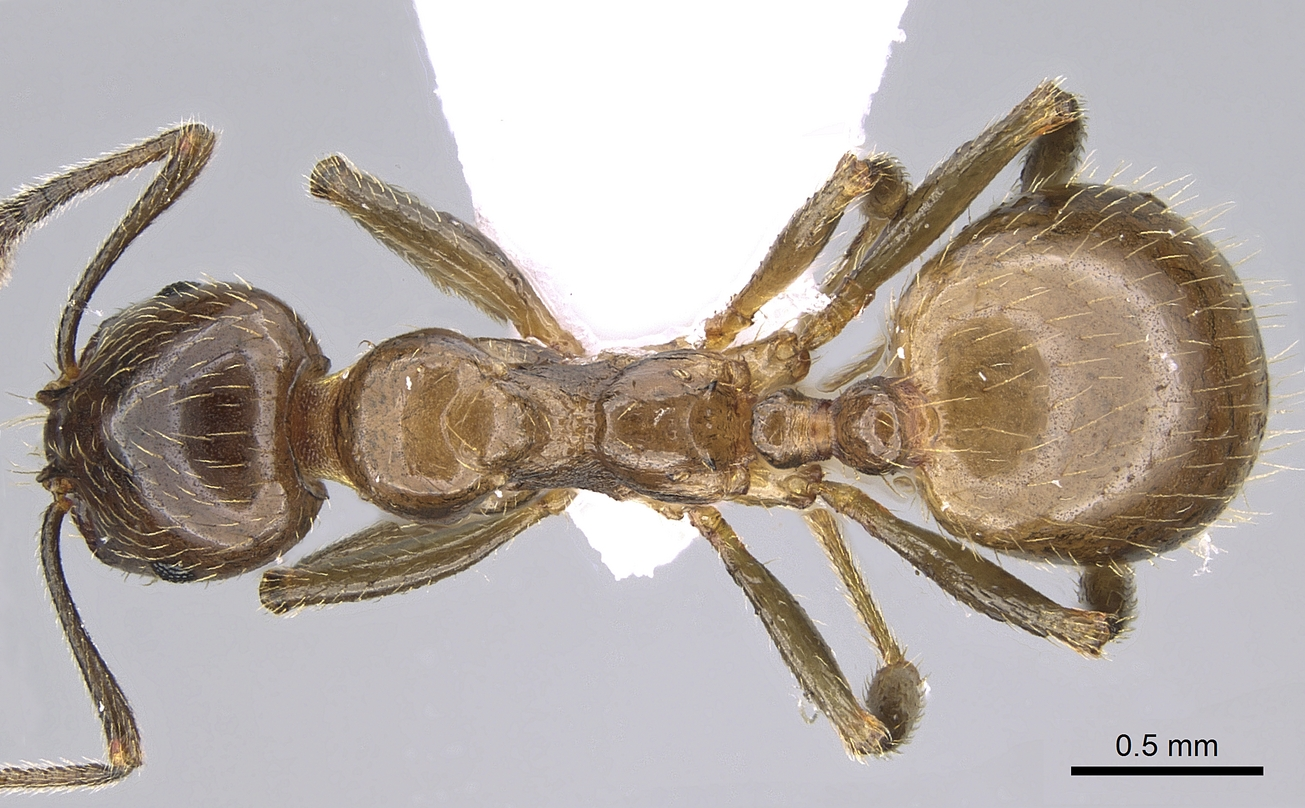
Рабочий сверху

Aphaenogaster subterraneoides (лат.) — вид муравьёв (Formicidae) из подсемейства Myrmicinae. Евразия.

## Распространение
Северная Африка (Алжир, Марокко) и южная средиземноморская Европа, в том числе: Греция, Крым, северо-западный Кавказ (Россия), Малая Азия (Турция).

## Описание
Мелкие мирмициновые муравьи, длина около 5 мм, желтовато-бурого цвета. 4-члениковая булава усиков, в которых 12 сегментов. Стебелёк между грудкой и брюшком состоит из двух члеников: петиолюса и постпетиолюса (последний четко отделен от брюшка). Гнёзда земляные.
Вид был впервые описан в 1881 году итальянским энтомологом Карло Эмери под первоначальным названием Aphaenogaster pallida var. subterraneoides Emery, 1881.
- Подвид Aphaenogaster subterraneoides armeniaca Arnol'di, 1968